# Juan Matogo Oyana
Juan Matogo Oyana CMF (ur. 24 maja 1949 w Nkué-Esandon) – duchowny katolicki z Gwinei Równikowej, biskup Ebebiyin w latach 1991–2002, biskup Bata w latach 2002–2024. 

## Życiorys
Święcenia kapłańskie otrzymał 19 grudnia 1976 roku jako członek zgromadzenia Klaretynów.

## Episkopat
11 października 1991 papież Jan Paweł II mianował go biskupem ordynariuszem diecezji Ebebiyin. Ten sam papież udzielił mu w dniu 6 stycznia 1992 sakry biskupiej.
11 maja 2002 został mianowany biskupem diecezjalnym Bata.
10 grudnia 2024 papież Franciszek przyjął jego rezygnację z urzędu biskupa diecezji Bata.